# عسل‌یاب گلوپولکی
عسل‌یاب گلوپولکی ( Indicator variegatus ) گونه‌ای از پرندگان تیرۀ عسل‌یابان (Indicatoridae) است. آنها رابطه متقابلی با انسان دارند که در آن زنبورداران را به سوی لانه زنبورها جذب می‌کنند و سپس از بقایای آن به‌ویژه لارو آنها تغذیه می‌کنند. 
در آنگولا ، بوروندی ، کنگو، اسواتینی ، اتیوپی ، کنیا ، مالاوی ، موزامبیک ، رواندا ، سومالی ، آفریقای جنوبی ، سودان جنوبی ، تانزانیا ، اوگاندا ، زامبیا و زیمبابوه یافت می‌شود. 